# Bonea
Bonea – miejscowość i gmina we Włoszech, w regionie Kampania, w prowincji Benewent.
Według danych na 1 stycznia 2022 roku gminę zamieszkiwało 1361 osób (691 mężczyzn i 670 kobiet).